# Oklahoma Legislature

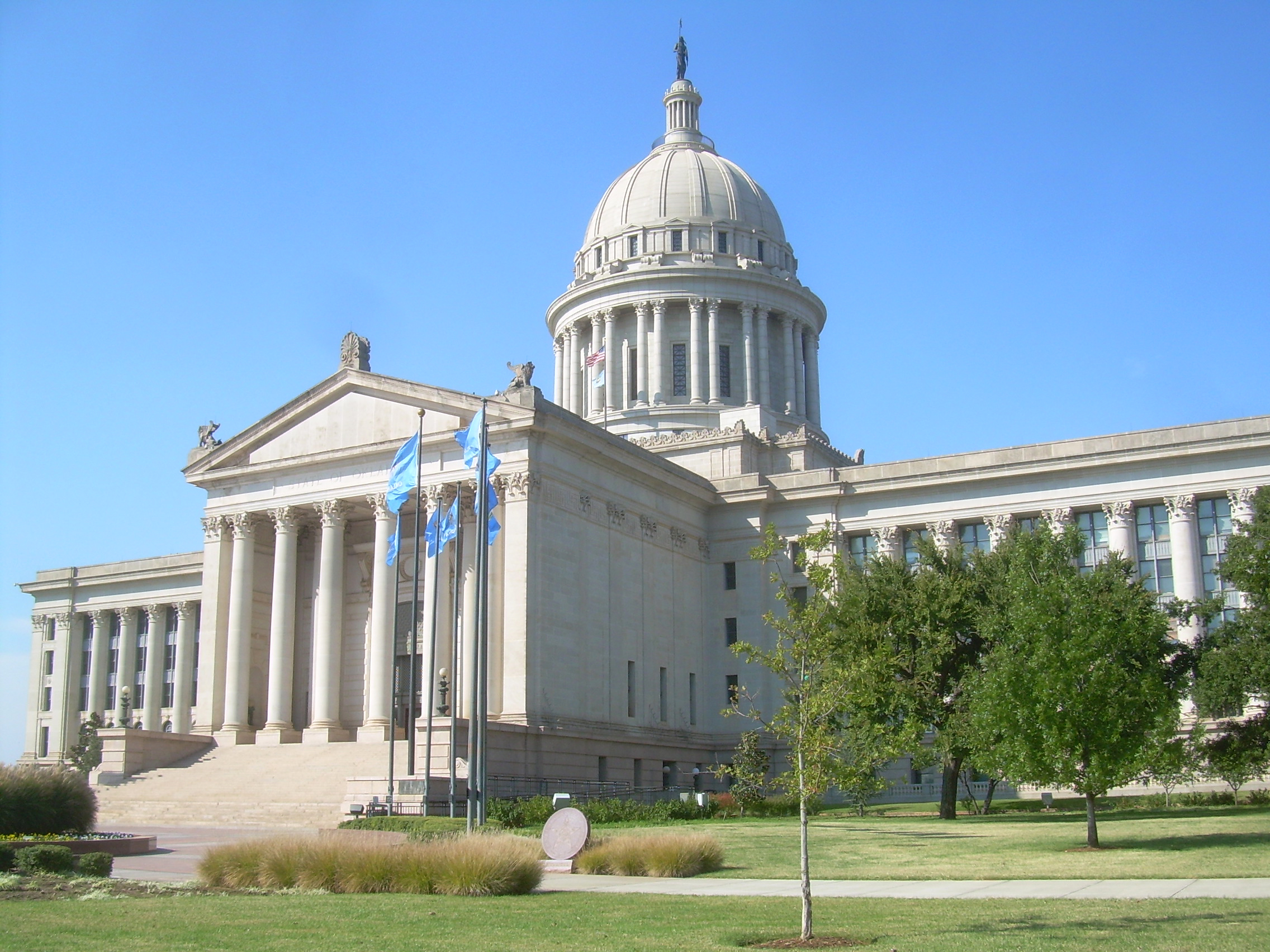
Die General Assembly/State Legislature tagt im Oklahoma State Capitol

Die Oklahoma Legislature ist die State Legislature und damit die Legislative des US-Bundesstaats Oklahoma. Sie wurde durch die staatliche Verfassung 1907 geschaffen und besteht aus dem Repräsentantenhaus von Oklahoma, das als Unterhaus fungiert, sowie dem Senat von Oklahoma als Oberhaus. Die State Legislature tagt im Oklahoma State Capitol in Oklahoma City, das auch Sitz des Gouverneurs und seines Stellvertreters ist.
Das Repräsentantenhaus besteht aus 101 Mitgliedern, der Senat aus 48. Das Repräsentantenhaus wird für zwei Jahre gewählt. Die Amtszeit der Senatoren beträgt vier Jahre, jeweils die Hälfte des Senats wird gleichzeitig mit dem Repräsentantenhaus gewählt. Der Wahltag fällt mit dem des Bundeskongresses zusammen.
Wählbar sind US-Bürger, die seit mindestens einem Jahr im entsprechenden Wahlbezirk leben und im Wählerregister eingetragen sind. Das Mindestalter beträgt 25 Jahre für den Senat, 21 Jahre für das Repräsentantenhaus.
Die National Conference of State Legislatures (NCSL) ordnet die Legislature von Oklahoma als „hybrid“ zwischen einem Vollzeit- und einem Teilzeitparlament ein. Mit einer Vergütung von 35.021 USD pro Jahr und 166 USD pro Sitzungstag (2020) liegen die Abgeordneten im Mittelfeld der Staatsparlamentarier.